# Clyde Hill (Washington)
Clyde Hill es una ciudad ubicada en el condado de King en el estado estadounidense de Washington. En el año 2000 tenía una población de 2.890 habitantes y una densidad poblacional de 1.054,9 personas por km².

## Geografía
Clyde Hill se encuentra ubicada en las coordenadas 47°37′49″N 122°13′0″O / 47.63028, -122.21667.

## Demografía
Según la Oficina del Censo en 2000 los ingresos medios por hogar en la localidad eran de $132.468, y los ingresos medios por familia eran $150.237. Los hombres tenían unos ingresos medios de $100.000 frente a los $50.909 para las mujeres. La renta per cápita para la localidad era de $78.252. Alrededor del 0,8% de la población estaban por debajo del umbral de pobreza.